# Godzilla Junior
Godzilla Junior (jap. ゴジラジュニア Gojira Junia) – fikcyjny potwór (kaijū), występujący w japońskich filmach fantastycznonaukowych wytwórni Tōhō z serii o Godzilli. Pierwszy raz pojawił się w filmie Godzilla kontra Mechagodzilla II (jap. ゴジラVSメカゴジラ? Gojira vs Mekagojira; ang. Godzilla vs. MechaGodzilla 2) z 1993 roku pod nazwą Maleństwo (jap. ベビーゴジラ Bebii Gojira; ang. Baby Godzilla). W filmie Godzilla kontra Kosmogodzilla (jap. ゴジラVSスペースゴジラ Gojira vs. SupēsuGojira; ang. Godzilla vs. SpaceGodzilla) z 1994 roku wystąpił pod nazwą Mały Godzilla (jap. リトルゴジラ Ritoru Gojira; ang. Little Godzilla). Nazwa Junior została pierwszy raz użyta w finalnym filmie z serii Heisei pod tytułem Godzilla kontra Destruktor (jap. ゴジラVSデストロイア Gojira vs Desutoroia; ang. Godzilla vs. Destoroyah) z 1995 roku. 
Godzilla Jr. pojawiał się wyłącznie w filmach o Godzilli z serii Heisei. Nie należy go mylić z podobnym kaijū o nazwie Minya, który występował we wcześniejszej serii Shōwa.

## Opis potwora
Podobnie jak Godzilla, Junior jest zmutowanym godzillazaurem. W filmie Godzilla kontra Mechagodzilla II (jap. ゴジラVSメカゴジラ Gojira tai Mekagojira) jajo tego dinozaura zostało odnalezione przez zespół naukowy na wyspie Adona na Morzu Beringa. Jajo było strzeżone przez Rodana (olbrzymi pteranodon uważał je za swoje pisklę). Wykorzystując okazję jaką było zjawienie się Godzilli, który starł się z Rodanem, naukowcom udało się przewieźć jajo do Kioto, w celu dalszych badań. Tam też wykluło się młode, które zostało nazwane przez naukowców Maleństwem. Nowo wykluty dinozaur żywił się roślinnością. Zaczął też telepatycznie nawoływać rodziców. Słysząc jego wołanie Godzilla, a później też Rodan (odtąd Fire Rodan) wyruszyły w jego kierunku. Ostatecznie Godzilla i jego adoptowany syn wróciły do morza.
Junior powrócił jako znacznie większy osobnik w filmie Godzilla kontra Kosmogodzilla (jap. ゴジラVSスペースゴジラ Gojira vs. SupēsuGojira), gdzie zamieszkiwał Wyspę Narodzin. Tam został zaatakowany przez mrocznego sobowtóra Godzilli - Kosmogodzillę. Malec próbował się bronić, ale jego ataki były nieskuteczne. Po pokonaniu jego ojca, Kosmogodzilla uprowadził Małego Godzillę i uwięził w klatce z kryształów. W końcu, kiedy Kosmogodzilla został pokonany przez Godzillę, Junior został uwolniony.
Jako podrostek wrócił w Godzilla kontra Destruktor (jap. ゴジラVSデストロイア Gojira vs Desutoroia). Tam zginął w walce z Destruktorem, ale po wchłonięciu energii ojca, który się stopił, powrócił do życia i przekształcił się w dorosłą postać Godzilli.

## Dane podstawowe

### Wymiary
- 1993 wysokość: 1,64 metra; waga: 420 kg[1]
- 1994 wysokość: 30 metrów; waga: 8,000 ton[1]
- 1995 wysokość:  40 metrów; waga: 15,000 ton[1]

### Zdolności
Będąc jeszcze maleństwem, Junior potrafił telepatycznie komunikować się z Godzillą i Rodanem. Kiedy nieco podrósł, zdolny był zionąć „bąbelkami” z energii atomowej, zaś pod wpływem emocji, jego oczy świeciły się na czerwono. W ostatnim występie w Godzilla kontra Destruktor, Godzilla Junior potrafił już zionąć snopem energii atomowej.